# 锦泰广场站
锦泰广场站，位于中华人民共和国湖南省长沙市芙蓉区东二环与荷花路交叉口地下，是长沙地铁2号线的地铁车站，4号口面向长沙火车站城际场，2014年4月29日开通。搭乘长沙站发车的乘客可在此站下车，通过换乘通道到达长沙站城际候车室。乘坐高铁、城铁的旅客可通过换乘通道免安检乘坐长沙地铁。

## 车站结构
- 车站站厅
- 站台
- 3号入口
- 4号入口

### 楼层分布
| 地下 一层 | 站厅层                               | 站厅、售票机、客服中心、出入口、城际铁路换乘通道 |  |
| 地下 二层 |                                      | 2号线列车往梅溪湖西(下一站：长沙火车站)          |  |
| 地下 二层 | 岛式月台，左边车门将会开启           |                                                  |  |
| 地下 二层 | 2号线列车往光达 (下一站：万家丽广场) |                                                  |  |

## 车站出口
| 出口编号                              | 照片 | 无障碍设施 | 通往道路 | 可到达目的地 | 备注 |
| ------------------------------------- | ---- | ---------- | -------- | ------------ | ---- |
| 出口 · 2L · 扶手电梯标志              |      | 不適用     |          |              |      |
| 出口 · 3L · 升降机标志 · 扶手电梯标志 |      |            |          |              |      |
| 出口 · 4L · 扶手电梯标志              |      | 不適用     |          |              |      |
| 註： 設有 \| 設有扶手電梯             |      |            |          |              |      |

## 車站周邊
- 城鐵長沙站
- 中国电信